# Leopold Gmelin
Leopold Gmelin (Gotinga, 2 de agosto de 1788 - Heidelberg, 13 de abril de 1853) fue un químico y naturalista alemán.
Gmelin fue el hijo de Johann Friedrich Gmelin. Estudió medicina y química en Gotinga, Tübingen y Viena, y en 1813 comenzó a dar clases como profesor asistente en Heidelberg. En 1814 se convirtió en profesor extraordinario y en 1817 ordinario de química y medicina. En 1822 descubrió el ferrocianuro potásico y escribió Handbuch der Chemie (primera edición 1817-1819, cuarta edición. 1843-1855), un importante trabajo para su época que fue traducido al inglés para la Cavendish Society por H. Watts (1815-1884) en 1848-1850. Renunció a su cargo en 1852, y falleció un año más tarde en Heidelberg.